# A kind of paradise
A kind of paradise er en dokumentarfilm, der er instrueret af Andreas Johnsen.

## Handling
Et lands kulturelle krigere er vigtigere end dets politiske krigere, siger den verdenskendte, nigerianske forfatter Chimamanda Ngozi Adichie. Og det er netop Afrikas kulturelle kombattanter, vi præsenteres for i Andreas Johnsens ottende film, "A Kind of Paradise". Udover Adichie møder vi samtidskunstnere, poeter og musikere, som hver især fortæller deres personlige historier fra seks meget forskellige afrikanske lande: Angola, Sydafrika, DR Congo, Elfenbenskysten, Tanzania og Nigeria. "A Kind of Paradise" tager os med gennem et kontinent, som trods økonomiske, religiøse og politiske stridigheder besidder en kreativ energi og vilje til at overleve, som vi sjældent ser magen til i Europa. Vi stifter bekendtskab med Afrika gennem dets indbyggeres lidenskaber og styrker frem for de velkendte mediebilleder af naturkatastrofer, fattigdom og korruption. "A Kind of Paradise" er et underholdende, tankevækkende, seriøst og humoristisk billede af et nutidigt, moderne Afrika - et Afrika, som de fleste af os ikke kender. (Fra CPH:DOX-programmet 2011)